# Carlos Quipo

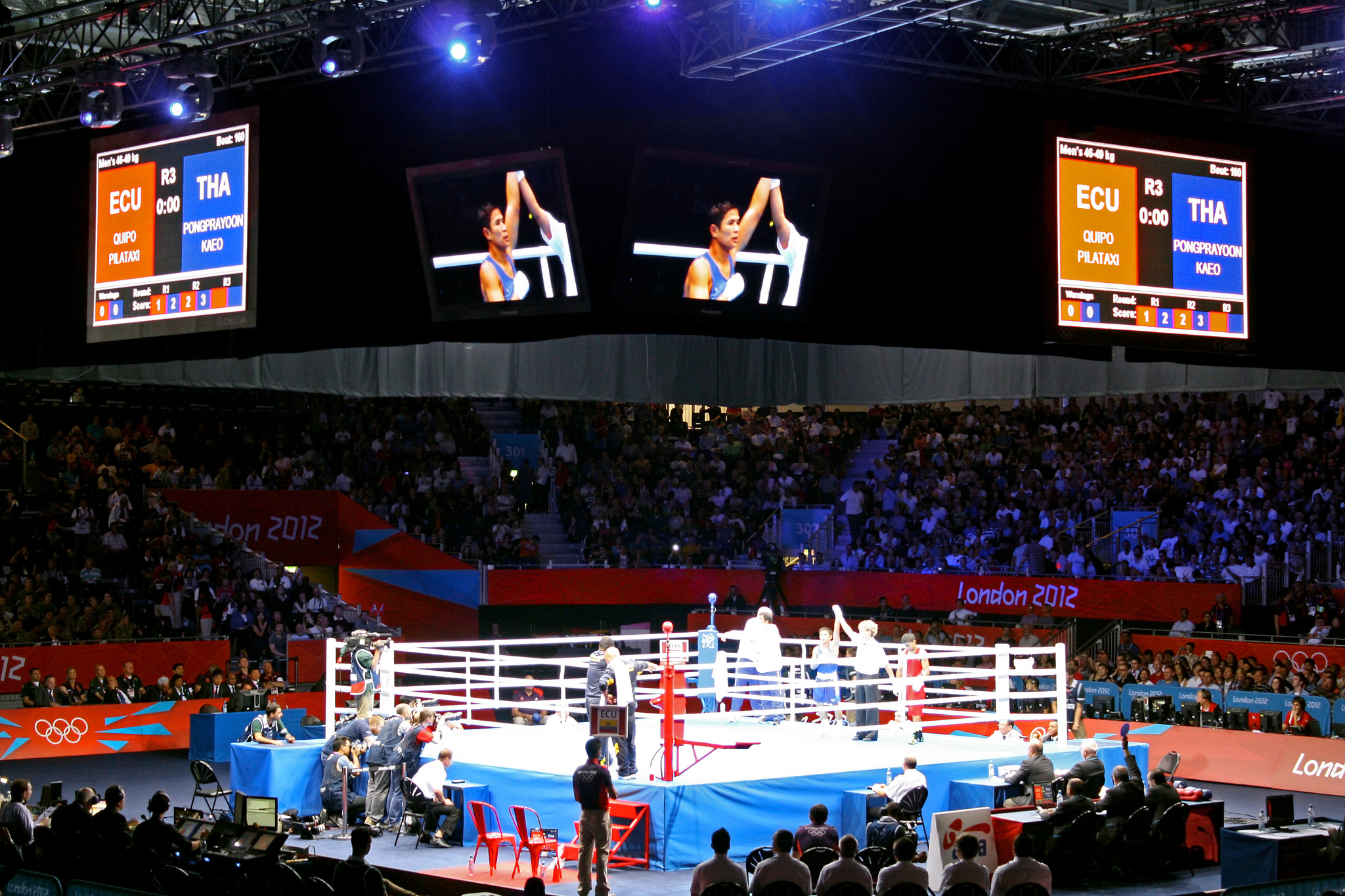

Carlos Quipo Pilataxi (nacido el 17 de mayo de 1990, Quijos) es un boxeador ecuatoriano amateur que compitió en los Juegos Olímpicos de 2012 y 2016 en el evento de peso minimosca masculino.
En el Campeonato Mundial de Boxeo Aficionado 2011 – Peso minimosca derrotó a Ferhat Pehlivan (TUR) pero perdió ante Devendro Singh (IND).
En los Juegos Panamericanos de 2011 perdió su primer combate ante Juan Medina Herrad.
En el torneo de clasificación olímpico venció al campeón panamericano Joselito Velázquez (MEX) en las semifinales y se clasificó para las Olimpiadas.
En los Juegos Olímpicos de 2012 venció a José Kelvin de la Nieve pero perdió ante Kaeo Pongprayoon.
Quipo se clasificó para las Olimpiadas de 2016 a través de su desempeño en el Clasificatorio Olímpico APB y WSB 2016.
En los Juegos Olímpicos de 2016 llegó a los cuartos de final, venciendo a Gankhuyagiin Gan-Erdene antes de perder ante Nico Hernandez.